# Lomamyia trombetensis
Lomamyia trombetensis är en insektsart som beskrevs av Penny 1985. Lomamyia trombetensis ingår i släktet Lomamyia och familjen Berothidae. Inga underarter finns listade i Catalogue of Life.